# Elektronická výměna dat
Elektronická výměna dat (EDI - zkratka anglického originálu Electronic Data Interchange) je výměna strukturovaných zpráv mezi počítači, respektive mezi počítačovými aplikacemi. Data jsou strukturována podle předem dohodnutých standardů a ve formě zpráv následně elektronicky automaticky přenášena bez přispění člověka. Běžně se jako EDI rozumí specifické metody výměny zpráv, jež byly dohodnuty na úrovni národních nebo mezinárodních standardizačních společenství pro přenosy dat o obchodních transakcích. Ačkoli to může být poněkud nečekané v době služeb založených na XML, Internetu a WWW, je EDI stále nejpoužívanějším datovým formátem pro elektronické obchodní transakce na světě.

## Standardy
Standardy EDI byly od počátku vytvářeny tak, aby byly nezávislé na použitých technologiích. EDI zprávy je možné přenášet jak pomocí protokolů Internetu tak i prostřednictvím privátních sítí. Je třeba rozlišovat vlastní EDI zprávy a metody jejich přenosu. Při porovnání synchronních modemů s přenosovou rychlostí 2400 b/s a sítí s přidanou hodnotou (VAN - zkratka anglického originálu Value-Added Networks) s možnostmi Internetu se mnozí lidé nesprávně domnívali, že EDI zanikne. Zmíněné historické způsoby přenosu dat jsou sice nahrazovány protokoly Internetu, jako jsou FTP, SMTP a HTTP, nicméně standardy pro použití těchto prostředků se teprve objevují. V roce 2002 publikovala IETF dokument RFC 3335, který nabízí standardizovaný a bezpečný způsob, jak přenášet EDI zprávy pomocí emailu. Od roku 2005 připravuje EDIINT (pracovní skupina IETF) podobný dokument pro FTP a HTTP přenosy. Samotné EDI dokumenty, stejně jako tradiční poskytovatelé EDI služeb (sítě s přidanou hodnotou - VAN), však zůstávají.
Dokumenty EDI obsahují stejná data, jaká byste mohli běžně najít v papírové formě dokumentu používaného pro stejný účel. Například zprávu 940 (expediční příkaz) používá výrobce k tomu, aby provozovateli skladu sdělil, že je třeba odeslat zboží k prodejci. Typicky obsahuje doručovací adresu, fakturační adresu, seznam kódů zboží a množství pro každou položku. Může obsahovat i další informace, na nichž se obě strany dohodly. Zprávy EDI nejsou omezeny jen na informace související s obchodem, ale mohou obsahovat všechna data, například z oblasti lékařství (záznamy pacientů, laboratorní výsledky atd.), logistiky (informace o kontejnerech, přepravních podmínkách atd.), stavebnictví atd.
Existuje několik základních sad EDI standardů. Jediným mezinárodním standardem je UN/EDIFACT (ve skutečnosti jde o doporučení OSN), jehož používání převažuje ve všech zemích s výjimkou zemí Severní Ameriky. V severoamerických státech jsou oblíbeny standardy ANSI ASC X12 (X12) a Uniform Communication Standard (UCS), podobné jeden druhému. Tyto standardy předepisují formáty, znakové sady a datové elementy používané při výměně dokumentů, jako je například objednávka (nazývaná „ORDERS“ ve standardu UN/EDIFACT a „850“ ve standardu X12) nebo faktura.
Standardy určují, které datové elementy jsou v daném dokumentu povinné a které části jsou volitelné, a definují pravidla charakterizující strukturu celého dokumentu. Standardy EDI se vztahují k jednotlivým částem, resp. hierarchickým úrovním obchodní dokumentace, které jsou vymezeny takto:

### Datové prvky (Data Elements)
Datové prvky jsou všechny základní údaje obsažené v dokumentu, např. identifikace, název zboží apod. Standardizuje se forma vyjádření jednotlivých datových prvků, např. datum, váha zboží apod. U některých standardů se uvádí ještě tzv. složený datový prvek (Composite Data Element).

### Segment (Segment)
Segment je logickým seskupením datových prvků do vyššího celku, např. popis zboží, adresa zákazníka apod. Obsah a uspořádání těchto segmentů se pak vztahuje k různým dokumentům, např. vyjádření adresy je stejné pro dodací list, fakturu atd.

### Zpráva (Message)
Zpráva je určitým druhem EDI komunikace pro zajištění požadované obchodní funkce, např. fakturování, zaslání objednávky apod. Zprávy se sestavují ze segmentů a musí dodržovat definovaná syntaktická pravidla.

### Funkční skupiny (Functional Groups)
Funkční skupina je souhrn všech zpráv stejného typu, např. všech objednávek podniku.

### "Výměna" (Interchange)
Interchange tvoří základní jednotku, obálku komunikace v EDI mezi obchodními partnery a obsahuje logickou strukturu zpráv a funkčních skupin.
Standardy jsou něco jako bezpečnostní předpisy. Stejně jako mohou dvě naprosto různé koupelny splňovat stejné stavební zákony, mohou i dvě zprávy EDI dodržovat stejný standard a přitom obsahovat různé informace. Například potravinářská firma může ve zprávě uvést k výrobku minimální trvanlivost, zatímco výrobce oděvů může stejným způsobem poskytovat informace o barvě a velikosti zboží.
Organizace, které posílají a přijímají zprávy, se v EDI terminologii nazývají obchodní partneři (anglicky trading partners). Partneři si společně dohodnou, jaká data budou přenášena a jaké bude jejich použití. Tato dohoda je často vyjádřena pomocí specifikací, které mají podobu člověkem čitelných dokumentů. Zatímco standardy jsou obdobou stavebních zákonů, specifikace lze přirovnat k plánům stavby. Specifikace mohou být také nazývány mapování, ale termín mapování je obvykle vyhrazen pro specifické strojové instrukce, které využívá překladový software. Větší společnosti již mají tyto specifikace připraveny a obvykle nejsou příliš nakloněny jednání. Specifikace velkých společností jsou často připraveny pro použití ve všech obchodních případech všech divizí společnosti a proto často obsahují informace, které nejsou nezbytné v daném případě. Odchylky od takové specifikace by měly být vždy sjednány písemně.
Poskytovatelé služeb, jako například GXS, poskytují globální platformu pro připojení a integraci „obchodních partnerů“ z celého světa. Poskytují integrační platformu, která umožňuje průhlednou a snadnou výměnu EDI (nebo XML) zpráv mezi jednotlivými partnery.

## Interpretace dat
V EDI specifikacích často chybí popis reálného světa, popis toho, jak mají být data interpretována. To je důležité zejména v případech, kdy jde o udání množství. Předpokládejme například, že bonbóny jsou baleny v krabici obsahujícím 5 menších krabic a v každé krabici je 24 krabiček s bonbóny. Pokud je podle EDI dokumentu odesláno 10 krabic bonbónů, není zřejmé, zda jde o 10 krabic, 50 krabiček nebo dokonce 1200 krabiček s bonbóny. Nestačí, že si obě strany dohodnou, že budou používat kvalifikátory pro kartón, balení, krabici nebo krabičku, musí se také dohodnout, co který kvalifikátor znamená.
Překladový software pro EDI realizuje rozhraní mezi vnitřními systémy a obvyklými standardy. V případě „příchozího“ dokumentu většinou vybere z EDI dokumentu položky s proměnnou délkou, přeloží jednotlivé datové části a potom vytvoří soubor s pevnou délkou položek. V případě „odchozího“ dokumentu získá překladový software potřebná data pomocí dotazu do SQL databáze nebo ze souboru s pevnou délkou položek, který vznikl exportem z příslušného vnitřního systému. Překladový software může také používat jiné metody nebo formáty souborů. Samotný mechanismus překladu není součástí standardu.
Terminologie EDI definuje pojmy „příchozí“ a „odchozí“ podle směru přenosu dokumentu EDI ve vztahu k danému systému, nikoli ze směru pohybu zboží, peněz nebo jiných komodit reprezentovaných příslušným dokumentem. Například EDI dokument, jež říká správci skladu, že má odeslat zásilku, je ve vztahu k informačnímu systému skladu označován jako „příchozí“. Jako „odchozí“ jej lze označit ve vztahu k informačnímu systému výrobce nebo prodejce, z nějž byl odeslán.

## Software
- EDI ORiON – řešení pro elektronickou výměnu dat (EDI) poskytované formou služby (Software as a Service)
- EDI EdisuIT – elektronická výměna dat formou lokálního řešení, standardy dle GS1
- OpenB2B – elektronická fakturace a výměna dat (EDI, XML a další) formou služby (cloud)
- Skylark EDI – rozšíření systému pro správu obsahu Joomla (Mambo Fork) EDI server (licence GNU General Public License)
- ClouEDI – řešení pro elektronickou výměnu dat a návazných procesů pro automobilový průmysl formou služby (Software as a Service)